# Pespire (kommun)
Pespire är en kommun i Honduras.   Den ligger i departementet Choluteca, i den sydvästra delen av landet, 60 km söder om huvudstaden Tegucigalpa. Antalet invånare är 23 332.